# Chieniodendron hainanense
Chieniodendron hainanense là loài thực vật có hoa thuộc họ Na. Loài này được Tsiang & P.T.Li mô tả khoa học đầu tiên năm 1964.